# 老南教堂
老南教堂（Old South Church）是美国波士顿的一座教堂，属于联合基督教会（United Church of Christ）。其建筑风格为哥特复兴式，由查尔斯·阿莫斯·卡明斯和威拉德·西尔斯设计，1873年建成。这座教堂修建在后湾区的新填地区，位于科普利广场（Copley Square）博伊尔斯顿街（Boylston Street）645号。老南教堂的会众是美国一个古老的宗教团体，教堂被列为美国国家历史地标。

## 历史
老南教堂所属的联合基督教会渊源于公理会，是美国最古老的宗教团体之一。1669年，波士顿第一教会的一批持不同意见者自行聚会，称为波士顿第三教会。他们先在Cedar 聚会所聚会（1670年），1729年在华盛顿街和牛奶街路口建造了老南聚会所。会众成员包括塞缪尔·亚当斯、本杰明·富兰克林等人。1773年，塞缪尔·亚当斯从老南聚会所发出 "war whoops" 信号，开始了波士顿茶叶事件. 
在19世纪初的一神论运动期间，老南教堂是波士顿唯一坚持三位一体教义的公理会教堂。1816年，老南教堂与公园街教堂联合组成城市宣教协会（City Mission Society），一个社会正义的协会，服务波士顿的城市贫民。在美国内战期间，老南教堂成为联邦军的一个招募中心。虽然教会并不完全支持废奴，但是强烈支持联邦。内战结束之后，教堂成员迅速增加。1875年，老南教堂从华盛顿街的聚会所迁至后湾新填埋的土地，即教堂现在的地址。
老南教在20世纪吸收的新成员逐渐跨越了种族、阶级和性取向的界限。老南教堂支持联合基督教会的“上帝仍在说话”（God is still speaking,），并正式作为一个平等、社会正义和和平的平台。